# منگنز
منگنز یک عنصر شیمیایی با عدد اتمی ۲۵ و نماد Mn است. این عنصر در دوره چهارم جدول تناوبی و در گروه ۷ فلزات واسطه قرار دارد. منگنز در طبیعت به صورت آزاد یافت نمی‌شود و معمولاً در مجاورت آهن است. کانی اصلی منگنز، پیرولوزیت است. یکی از کاربردهای مهم منگنز، آلیاژهای فلزی و به‌ویژه فولاد ضدزنگ است.
منگنز ماده معدنی ضروری برای بدن است. اگر به صورت افراطی مصرف شود، می‌تواند سمی باشد. این ماده معدنی در سبزیجات برگ‌دار همچون کلم و اسفناج و همچنین در چای، آناناس و خشکبار وجود دارد.
نام منگنز از منطقه مگنزیا در یونان (که بسیاری از کانی‌های آن از آنجا استخراج شده‌اند) گرفته شده‌است. یوهان گوتلیب برای نخستین بار در سال ۱۷۷۴، منگنز را به صورت ناخالص جداسازی کرد.
یون‌های منگنز، رنگ‌های مختلفی را تولید می‌کنند و به عنوان رنگدانه در صنعت به کار می‌روند. هم‌چنین منگنز دی‌اکسید در باتری‌های قلیایی به عنوان کاتد مورد استفاده قرار می‌گیرد.
در فرایندهای زیستی، یون منگنز نقش کوفاکتور را برای بسیاری از آنزیم‌ها دارد. آنزیم‌های منگنز در سم‌زدایی رادیکال‌های آزاد سوپراکسید در بافت‌هایی که از شکل عنصری اکسیژن استفاده می‌کنند، اهمیت دارند.

## مشخصات

### خواص فیزیکی
منگنز، فلزی نقره‌ای رنگ و مشابه آهن است. سخت و شکننده است. به سختی جوش‌پذیر است، ولی به راحتی اکسید می‌شود. منگنز و یون‌های اصلی آن، پارامغناطیس هستند. منگنز مانند آهن، در هوا به کندی کدر می‌شود و زنگ تولید می‌کند.

### ایزوتوپ‌ها
منگنز تنها یک ایزوتوپ پایدار با نام منگنز-۵۵ دارد. هم‌چنین ۱۸ ایزوتوپ پرتوزای آن تاکنون شناخته شده‌اند که پایدارترین ایزوتوپ آن، منگنز-۵۳ با نیمه‌عمر ۳٫۷ میلیون سال است. به جز دو ایزوتوپ دیگر (منگنز-۵۴ و منگنز-۵۲)، سایر ایزوتوپ‌های منگنز نیمه‌عمر کمتر از سه ساعت دارند. منگنز یکی از اعضای گروه آهن است که گمان می‌شود در ستاره‌های بزرگ پیش از انفجار ابرنواختر ساخته شده‌اند. واپاشی عمده در ایزوتوپ‌های سبک‌تر از منگنز-۵۵، گیراندازی الکترون و در ایزوتوپ‌های سنگین‌تر، واپاشی بتا است.

### خواص شیمیایی
منگنز یکی از فلزات واسطهٔ الکتروپوزیتیو گروه VII است که پیکربندی الکترونی 3d54s2 دارد. (Mn(II و (Mn(III کمپلکس‌های فراوانی تشکیل می‌دهند. ترکیبات (Mn(II صورتی کمرنگ هستند. ترکیبات (Mn(III قهوه‌ای رنگ بوده و واپیچیدگی یان-تلر از خود نشان می‌دهند. منگنز IV به MnO2، MnF4 و برخی دیگر از کمپلکس‌ها محدود می‌شود.

## نقش زیست‌شناختی
منگنز فلزی است که به گونه گسترده‌ای در بافت‌های بدن گیاهان و جانوران وجود دارد. این فلز یک ماده معدنی کمیاب نامیده می‌شود، زیرا به مقدار بسیار کم در بدن انسان یافت می‌شود. بدن انسان کم وبیش نزدیک ۲۰ میلی‌گرم منگنز، به گونه بزرگ در استخوان‌ها، اندوخته دارد. منگنز در پایه‌ریزی بافت همبند چربی و کلسترول، استخوان، عوامل لختگی خون و پروتئین نقش دارد. این ماده همچنین برای عملکرد طبیعی مغز بایسته‌ است. منگنز جزئی از ترکیب منگنز سوپراکسید دیسموتاز (MnSOD) است. این ترکیب یک آنتی‌اکسیدان است که بدن را از رادیکال‌های آزاد نگهداری می‌کند. به دست آوردن مقدار کافی منگنز از رژیم غذایی، کار ساده‌ای است.

## کاربردها
منگنز در کاربردهای اصلی خود در متالورژی جایگزین مناسب و رضایت‌بخشی ندارد. در کاربردهای جزئی (به عنوان مثال، فسفات منگنز)، روی و گاهی وانادیم جایگزین‌های مناسبی هستند.

### باتری‌ها
از دی‌اکسید منگنز در ساخت باتری‌های قلیایی (آلکالاین) و از تترا اکسید منگنز در ساخت باتری‌های روی-کربن استفاده می‌شود.

### فولاد
منگنز به دلیل خواص تثبیت‌کنندگی گوگرد، اکسیدکنندگی و آلیاژسازی آن برای تولید آهن و فولاد ضروری است. فولادسازی به همراه آهن‌سازی عمده‌ترین کاربرد منگنز در صنعت است و حدود ۸۵ تا ۹۰٪ از تقاضا را به خود اختصاص داده‌است. منگنز جزء اصلی ساخت فولاد زنگ‌نزن ارزان قیمت است.

## کاربرد منگنز در کشاورزی
منگنز در طبیعت به فرم‌های ۲، ۳، ۴، ظرفیتی وجود دارد. منگنزهای محلول در خاک و منگنزهای جذب شده به کلوئیدها عموماً ۲ ظرفیتی هستند. هر قدر پراکندگی اکسیدهای منگنز در خاک ظریف‌تر باشد، قابلیت جذب آن بهتر است. منگنزهای ۲ ظرفیتی و منگنزهایی که به آسانی احیا می‌شوند، منگنز قابل جذب و فعال هستند.. هر قدر تهویه خاک نامناسب‌تر باشد احیای ترکیبات چند ظرفیتی به ۲ ظرفیتی بیشتر است و باعث آزاد شدن منگنز فعال و حتی مسمومیت می‌گردد. کودهای حیوانی که در عمق خاک قرار می‌گیرند، و همچنین تولیدات متابولیسمی میکروارگانیسم‌ها به خصوص میکروارگانیسم‌های غیر هوازی می‌توانند منگنز فعال‌تری ایجاد نمایند. غرقابی شدن خاک‌ها نیز باعث آزاد سازی منگنز تا حد مسمومیت می‌گردد. با افزایش پی‌اچ خاک مقدار منگنز محلول در هر یک از واحدهای پی‌اچ به شدت کاهش می‌یابد. برای قابلیت جذب منگنز در خاک، علاوه بر پی‌اچ و فعالیت میکروارگانیسم‌ها، فاکتور آب نیز اهمیت زیادی دارد. به همین دلیل در سال‌های پرباران قابلیت جذب منگنز بیشتر است. آهک و پی‌اچ بالا جذب منگنز را کمتر نموده و دادن کودهای اسیدی یا کاهش پی‌اچ می‌تواند جذب منگنز را فعال‌تر نماید.

#### جذب و پراکندگی و نقش منگنز در گیاه
منگنز می‌تواند با توجه به فعالیت جذب آن در محیط غذایی با شدت‌هایی مختلف توسط گیاهان جذب شود و قدرت جذب در هر یک از انواع مختلف گیاهان تفاوت دارد. منیزیم، کلسیم و آهن از جذب منگنز جلوگیری می‌کنند. تحرک منگنز در گیاه به ویژه هنگام عدم تغذیه کافی با سیلیسیم کم است و به عقیده وان گور و ویرسما منگنز نمی‌تواند به آوندهای آبکش منتقل گردد. منگنز مشابه با منیزیم می‌تواند آنزیم‌های زیادی را فعال نماید. مکانیزم تأثیر آن در فرایندهای فسفری لیزاسیون مشابه منیزیم است. ویژگی منگنز در فعال نمودن آران‌ای پلی‌مراز در کلروپلاست بیشتر از منیزیم است.

#### تغذیه گیاهان با منگنز
در اغلب خاک‌ها منگنز به حد کافی وجود دارد. در خاک‌های مردابی پست و حاوی آهک زیاد، به دلیل پی‌اچ بالا ممکن است کمبود منگنز وجود داشته باشد. در این گونه خاک‌ها کود دهی منگنز بسیار مشکل و اغلب باعث تثبیت آن می‌گردد؛ بنابراین در وهله اول بایستی پی‌اچ خاک را پایین آورد. دادن گوگرد توأم با کود حیوانی، مصرف کودهای سولفاته مانند سولفات آمونیوم و همچنین گچ می‌تواند پی‌اچ را تعدیل و جذب منگنز را بیشتر نماید.

#### کمبودها
کمبود منگنز می‌تواند تأثیر منفی بر روی فتوسنتز و همچنین آسیمیلاسیون کربن دی‌اکسید فسفری لیزاسیون و احیاء سولفات‌ها و نیترات‌ها گذارد و موجب تجمع نیترات در گیاه می‌شود؛ و همچنین مسمومیت آن باعث تجزیه اکسین شده و ریشه گیاه را تحت تأثیر قرار داده و رشد آن را کم می‌کند و در نتیجه باعث کاهش رشد در قسمت‌های انتهایی و اصلی ریشه و افزایش ساقه‌های فرعی نابه‌جا می‌شود. کلروپلاست‌ها در مقایسه با سایر اندامک‌های سلولی به کمبود منگنز حساسیت بیشتری نشان می‌دهند. تولید آن‌ها دچار اختلال می‌شود و در جوان‌ترین برگ‌ها لکه‌های کلروزی بین رگبرگ‌ها به وجود می‌آید.

### نوع و زمان مصرف کودهای محتوی منگنز
از کودهای مهم منگنز می‌توان سولفات منگنز را نام برد؛ که هم به صورت خاکی و هم به صورت محلول پاشی به کار می‌رود. رایج‌ترین کود منگنز با ۱۶ یا ۲۶ درصد منگنز است. این کود در خاک‌های آهکی قابل مصرف است. اکسید منگنز با حدود ۷۰ درصد منگنز خالص به دلیل حلالیت محدود فقط در خاک‌های اسیدی قابل مصرف است؛ و در خاک‌های آهکی ایران کاربردی ندارد. منابع دیگر این کود مثل Mn EDTA با ۱۲ درصد منگنز نیز در دسترس است که با توجه به قیمت بالای این کلات، مصرف آن در شرایط کمبود، به صورت برگپاشی توصیه می‌شود.

### سولفات منگنز
منگنز نقش کلیدی در تشکیل کلروپلاست و سیستم‌های آنزیمی گیاه داشته و مصرف این کود، باعث فتوسنتز گیاه و افزایش تولید محصول خواهد شد. منگنز فعال‌کننده تعداد زیادی آنزیم‌ها در انسان است. آهکی بودن خاک‌ها، پی‌اچ بالا، ماده آلی کم و مصرف نامتعادل کودها از عواملی هستند که قابلیت استفاده این عنصر را برای گیاهان محدود کرده و خسارات جبران ناپذیری را بر میزان تولید و کیفیت محصولات وارد می‌کنند. علائم و عوارض ناشی از کمبود این عنصر در اکثر نقاط ایران و در اغلب محصولات به چشم می‌خورد. استفاده از کودهای شیمیایی حاوی این عنصر به خصوص همراه ماده آلی، گوگرد و باکتری‌های مربوطه، باعث بهبود شرایط تغذیه‌ای گیاهان شده و بسیاری از نارسایی‌های تغذیه‌ای را برطرف می‌سازد.

#### روش، زمان و مقدار مصرف
کمبود منگنز در خاک‌های آهکی با پی‌اچ بالا و خصوصاً با بافت سبک در اکثر نقاط ایران و محصولات گزارش شده‌است. مصرف کودهای حاوی منگنز در این اراضی به تدریج عوارض ناشی از کمبود را برطرف کرده و میزان کلروفیل، فتوسنتز و عملکرد را افزایش خواهد داد. این کود از طریق جایگزینی عمقی (موضعی، چالکود، نواری) و محلول‌پاشی، قابل مصرف است. در خاک‌های سبک با آب آبیاری نیز قابل مصرف است. اما تحت این شرایط بازیافت آن کمتر خواهد بود.

#### درختان
در زمستان در قسمت میانی سایه‌انداز به همراه کود حیوانی و گوگرد به صورت چال‌کود یا کانال‌کود به میزان ۲۰۰–۳۰۰ گرم به ازای هر درخت بارور مصرف می‌شود.

#### نباتات زراعی
هنگام تهیه بستر بذر همراه با سایر کودهای زمستانه به میزان ۶۰ کیلوگرم در هکتار زیر خاک مصرف می‌شود.

#### محلول پاشی
در درختان میوه به نسبت ۳ تا ۴ در هزار و در محصولات زراعی به نسبت ۲ تا ۳ در هزار محلول‌پاشی می‌شود.